# Teleautógrafo

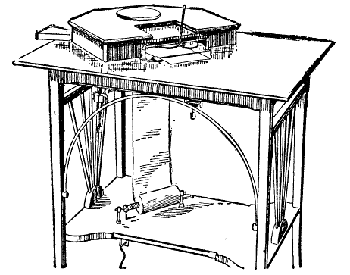
Teleautógrafo

El telautógrafo es un invento patentado por Luigi Cerebotani que permite transmitir a distancia, escritos, copias de documentos o dibujos de líneas de trazos, realizados a mano en el momento de la transmisión. El término telautograph apareció en inglés en 1878. En francés, el término télautographe apareció en 1887, en el momento del anuncio del dispositivo de Elisha Gray, que fue patentado el 31 de julio de 1888 y presentado a la Exposición Universal de Chicago en 1893 
Al implicar la transmisión de dibujos o manuscritos que hay que realizar a manualmente, los aparatos de Alexander Bain, Frederick Bakewell y el pantelégrafo de Giovanni Caselli se han considerado retrospectivamente dentro de la categoría de telautografía. 

## Historia

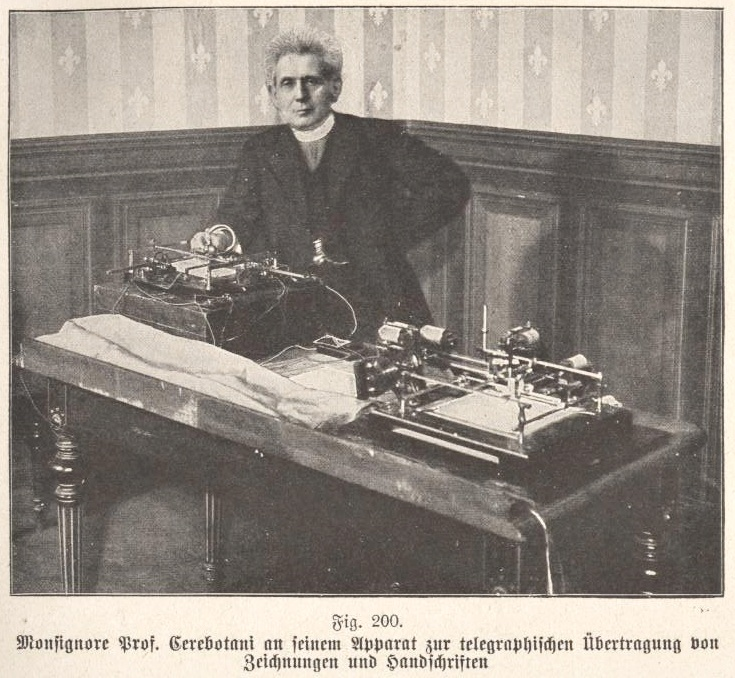
Luigi Cerebotani y su invención en 1912

El telautógrafo fue inventado en 1888 por Luigi Cerebotani. Alcanzó un éxito comercial importante con bancos, periódicos y departamentos gubernamentales y fue responsable de fundar la Grey Electric Company.
Perfeccionado por Elisha Gray en 1897, después por Foster Ritchie (presentado por Gabriel Lipmann en la Academia de Ciencias en marzo de 1901), el invento fue utilizado por las compañías ferroviarias para las comunicaciones entre estaciones de enclave.
Otros telautógrafos fueron inventados por el francés Brouer (1902) y los alemanes Grühn (1905)  y Gustav Grzanna (1908).
Arthur Korn, en 1906, diseñó un telautógrafo que permitía la transmisión de dibujos, fotografías y manuscritos  La primera foto publicada, el aviador Ziepfel, fue transmitida de Berlín a París y publicada en Le Matin el 31 de enero de 1909 pero fue principalmente The Daily Mirror quien utilizaría el aparato en 1909 y 1910 para publicar imágenes transmitidas desde París y Mánchester hasta Londres. 
En 1907, Édouard Belin inventó un derivado del telautógrafo, que, después de varias mejoras, se convirtió en el belinógrafo .
Jules Verne sitúa un telautógrafo en el escenario de su novela Propeller Island (1895) .